# Ukko

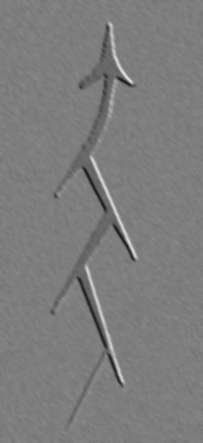
Dibujo simplificado de una talla en piedra hallada en la región de Karelia, Finlandia, la cual contendría las representaciones mezcladas de una serpiente y un trueno.

Ukko (Uku en estonio), en la mitología finlandesa, es un dios del cielo, el tiempo, las cosechas y otros fenómenos naturales. Es también el dios más significativo de la mitología finlandesa y la palabra ukkonen, tempestad con truenos, deriva de su nombre. En el Kalevala también es llamado Ylijumala (el dios supremo), ya que representa a la divinidad de todas las causas superiores.
Ukko en finés contemporáneo, significa "viejo". Él es el equivalente de Odín en el panteón de las divinidades escandinavas, pero aparece en el contexto teogónico, con las características de Thor.
Los orígenes de Ukko están probablemente en la divinidad báltica, Pērkons y en la deidad celestial finlandesa más antigua: Ilmarinen. Asimismo es, en gran medida, una representación báltica oriental del dios Thor, de los cultos paganos Asa, de la época vikinga. 
Con el devenir del tiempo, mientras Ukko adoptaba la naturaleza de Ilmarinen como divinidad celestial, Ilmarinen en cambio, dejaba de ser deidad intrínseca y se convertía en un simple héroe y herrero mortal. La tradición mítica atávica, concebía a Ilmarinen como la omnipotencia generadora de la bóveda celeste 
El arma que usa Ukko es, generalmente, un martillo llamado Ukonvasara, un hacha o una espada, con los cuales, al asestar sus golpes, crea el relámpago y el trueno. En el mismo sentido, cada vez que Ukko se aparea con su mujer Akka (en finés contemporáneo significa vieja), se origina una atronadora tempestad . Él también causa tempestades cuando ara sus campos o cuando conduce su carro a través de los cielos. El arma original de Ukko era, probablemente, un hacha de piedra con forma de barco. 
En la región báltica, el símbolo mítico del trueno es una serpiente o víbora con una figura aserrada en su piel. Aún existen tallas de piedra que muestran representaciones de serpientes y de relámpagos en varios sitios arqueológicos del área nórdica oriental. 
Ukko es conocido, en ocasiones, bajo el nombre Perkele o Ilmarinen, el herrero del Kalevala. Su esposa es Rauni, la protectora del árbol del serbal o sorbo, conocida además como la "Madre Tierra" o Akka.